# 同构键盘
同构键盘是一种音乐输入设备。它有一个控制音符（如按钮或键）的二维网格，其中，在一个调内，或不同调之间、不同八度位置、不同律制上，任何音程的顺序或组合在键盘上的“形状都相同”。

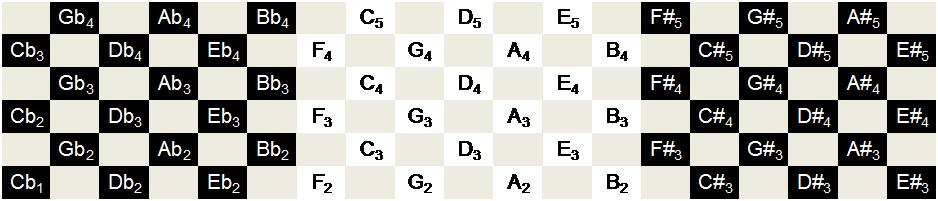
图1：Kaspar Wicki于1896年发明的Wicki同构键盘的界面。

## 实例
亥姆霍兹1863年的著作《论音的感觉》给出了几种可能的排列。Bosanquet (1875), Janko (1882), Wicki (1896), Fokker (1951), Erv Wilson (1975至今), Wesley (2001) 以及Antonio Fernández (2009)开发了实用的同构键盘。从19世纪以来，手风琴上就使用了多种同构键盘，尤其是采用半音和全音的。Bosanquet和Erv Wilson设计的键盘又称为通用键盘。Antonio Fernández设计的键盘又称作Transclado。Ragzpole是最近开发的圆柱形MIDI控制器，有五度和大三度两个维度。Harpejji虽然不是严格意义上的键盘，但使用了同构的品位和点触的弦。很多键盘演奏家使用，最有名的是史蒂夫·旺达。

## 不变性
在几何构造上，同构键盘存在两个音乐理论中的不变性：
1. 移位不变性，[2] 即任意已知音程的序列或组合在移位后都保持相同形状；以及
2. 律制不变性，[3] 即任意已知音程的序列或组合在同一律制的其它调律中仍保持相同形状。

## 理论
所有的同构键盘都是基于纯律的二阶调律的不变性。两个基底向量生成了一个二维格。两个映射在这一对基底上的已知音程可以生成一个键盘网格，这与相同音程生成的任一二阶调律是同构的。例如，由八度和纯五度生成的同构键盘，与其各自的协调律和四十一平均律是同构的。

## 优点
发明者和爱好者认为同构键盘有两个主要的优点：
1. 便于教学和演奏。同构键盘上的不变性可方便音乐教学和演奏。[4][5][6][7] 这一说法尚未被严格测试，故其有效性既没有被证实也没有被证伪。
2. 微分音

同构键盘每个八度可多于通常的12个控制单元，这可便于演奏每八度多于12个音的音乐。

最近有人阐释了同构键盘的第三种优点——动态调性，但实际运用中尚未被证实。演奏者使用一个连续控制器，可以同时实时改变所有音符的定弦，而指法在同构键盘上保持不变。动态调性可能会使新的实时调性效果称为可能，如复弯音、新的和弦进行，以及律制转换。但是这些新效果的实际运用尚待开发。

## 比较
同构键盘之间可从八度内按钮swathe的厚度、某一音的重复次数等方面进行比较。不同的同构键盘适合不同的用途。例如，福克键盘适合协调律，纯五度都在700音分附近很窄的范围内；而维奇键盘则适合各种律制。

### 软件

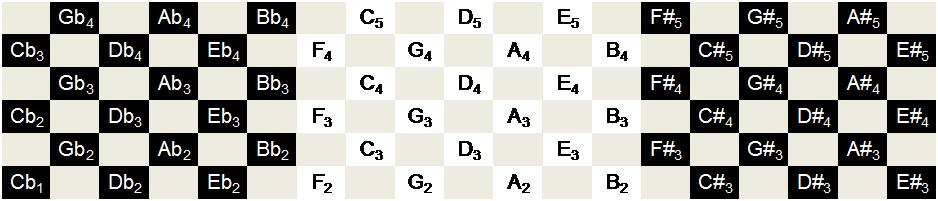
图1：Kaspar Wicki于1896年发明的Wicki同构键盘的界面。